# Marťanský styl
Marťanský styl (jiným názvem Cesta Marťanů, anglicky „The Martian Way“) je vědeckofantastická novela spisovatele Isaaca Asimova, která vyšla poprvé v listopadu 1952 v časopise Galaxy Science Fiction. Byla následně zařazena do povídkových sbírek The Martian Way and Other Stories (1955), The Best of Isaac Asimov (1973) a Robot Dreams (1982). Česky vyšla např. ve sbírce Sny robotů (1996).
Příběh se částečně odehrává na Marsu, který je závislý na dodávkách oceánské vody ze Země (využívá ji jako palivo pro kosmické lodě), a také v blízkosti Saturnových prstenců. Autor zde popisuje mimo jiné výstupy do kosmického prostoru.

## Postavy

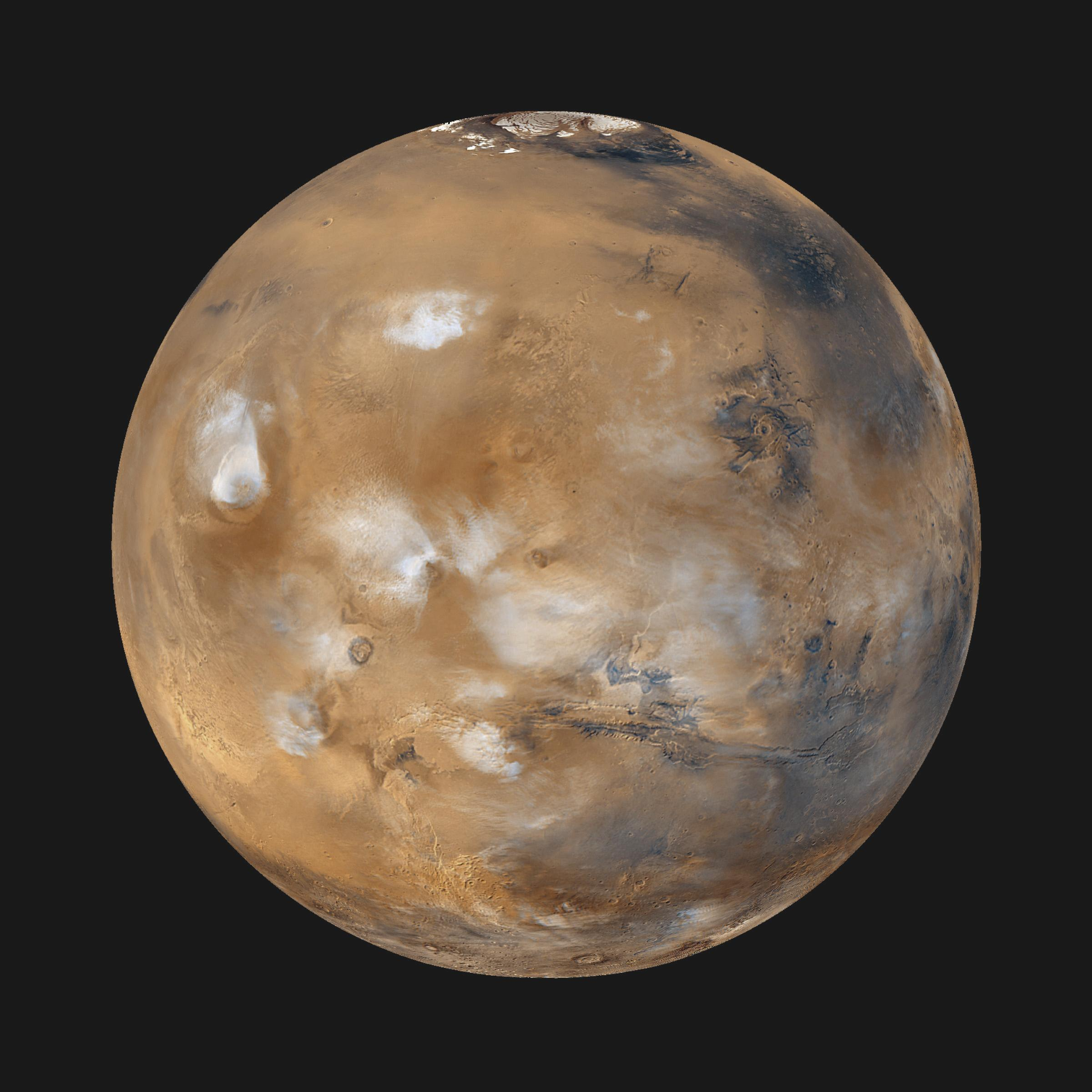
Mars

- Mario Esteban Rioz - marťanský Metař
- Richard „Dick“, Dora a Peter Swensonovi - otec Metař, manželka a syn
- Canute Swenson - marťanský Metař, bratr Richarda
- Ted Long - marťanský Metař
- Hamish Sankov - komisař Marsu
- Myron Digby - člen pozemského Nejvyššího shromáždění
- John Hilder - populistický politik ze Země
- Keralski - marťanský Metař
- Jim Davis - marťanský Metař

## Děj
Mario Esteban Rioz a Ted Long pracují na jedné kosmické lodi jako Metaři. Oba se narodili na Marsu. Rioz tuto práci dělá celý život, zatímco Long zanechal dobře placeného důlního zaměstnání v marťanských železných dolech, aby se přiblížil něčemu, co nazývá „marťanský styl“. Jeho parťák Rioz tuto jeho filozofii nechápe. Jejich prací je sbírat ve vesmíru odhozené palivové nádrže pozemských kosmických lodí. Mars odebírá ze Země oceánskou vodu, kterou využívá jako palivo pro kosmoplány. Toto na Zemi tvrdě kritizuje populistický politik John Hilder, jenž to označuje za plýtvání. Jeho kampaň si získává stále více příznivců. Nárůst jeho vlivu pozorně sleduje Ted Long.
O rok později dosáhl Hilder značného vlivu v Nejvyšším shromáždění a podařilo se mu výrazně omezit dodávky vody pro Mars a další vesmírné kolonie. Rioz si myslí, že by bylo potřeba letět na Zemi a vodu si jednoduše vzít, s tím ale Long nesouhlasí. Má jiný plán na řešení krize, se kterým seznámí marťanského komisaře Hamishe Sankova. Jakmile se Sankov prostřednictvím Myrona Digbyho (Marsu relativně nakloněného člena pozemského Nejvyššího shromáždění) dozví, že Hilder zamýšlí zastavit dodávky vody úplně, Longův plán schválí. Long chce letěl s vybranými Metaři k Saturnu a dovézt vodu odtud v podobě obřích ledových úlomků z planetárních prstenců.
Psychologové na Zemi se domnívají, že nikdo nemůže vydržet v kosmickém prostoru déle než 6 měsíců bez toho, aniž by se zbláznil. Plánovaná mise má trvat rok, ale Long je přesvědčen, že Metaři ji zvládnou. Jejich domovem je více kosmická loď než povrch (či podzemí) Marsu. K Saturnu je vypravena flotila 25 lodí. Jejich posádky ve svém volném čase vystupují do vesmíru, kde relaxují a vychutnávají si jeho nesmírnost. Někteří dokonce v kosmickém skafandru usnou vznášejíce se kosmem. Nejkrásnější zážitky jsou v blízkosti Saturnu. Po dosažení cíle je však čeká práce. Obrovské kusy ledu jsou přimraženy ke každé lodi a flotila se vydává na cestu zpět. Stihne to přesně. Na Marsu totiž zatím delegace Hilderových lidí nutí Sankova k podpisu smlouvy o ukončení dodávek vody ze Země. Ten vyčkává dokud se nedozví o úspěšném návratu metařských lodí. Poté při plném zájmu médií oznámí výsledek úspěšné výpravy. Voda z dopravených úlomků vydrží odhadem 200 let, Sankov využije situace a nabídne Zemi prodej své vody. Hilderova anti-plýtvačská kampaň je v ruinách. Long si myslí, že nikoli Pozemšťané (protože jsou příliš vázaní na svou planetu), ale Marťané budou kolonizovat další světy. Je to marťanský styl.

## Inspirace
Novela Marťanský styl je autorovou odpovědí na mccarthismus a na éru průzkumu Marsu. Asimovův odpor k antikomunistickým kampaním Josepha McCarthyho a k činnosti Výboru pro neamerickou činnost byl v novele vyjádřen postavou pozemského populistického politika Johna Hildera a jeho anti-plýtvačskou kampaní. Ve své autobiografii Asimov uvedl, že očekával, že bude oslavován nebo naopak odsuzován za svůj útok na mccarthismus, ale novela nevyvolala žádné odezvy. Jak jinde poznamenal, „musel jsem být buď příliš rafinovaný nebo málo významný“.

## Česká vydání

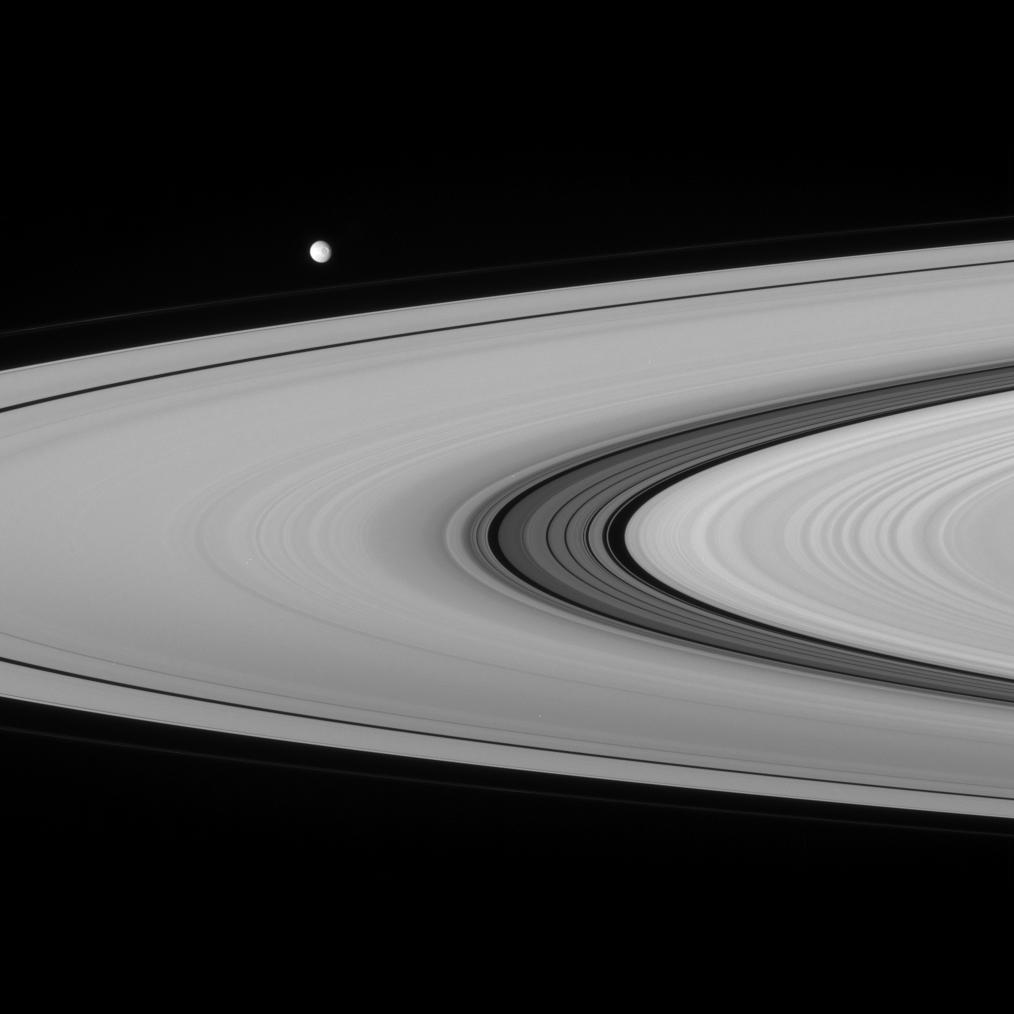
Prstence Saturnu

Česky vyšla novela v následujících sbírkách nebo antologiích:
Pod názvem Marťanský styl:
- Sny robotů (Knižní klub 1996; Mustang 1996)[1]
- Velmistři SF 2 (Baronet, 2002)

Pod názvem Cesta Marťanů:
- AF 167 Pulsar Speciál - Isaac Asimov (AF 167, 1989, fanbook)
- Síň slávy mistrů SF II B (Baronet, 2011)